# Файнблат Вікторія Леонідівна
Вікторія Леонідівна Файнблат (нар. 19 червня 1982, Україна) — українська дизайнерка, архітекторка та модель. Власниця «Дизайн-бюро Вікторії Файнблат», Mrs Ukraine International 2020.

## Життєпис
Вікторія Файнблат народилась 19 червня 1982 році в Білгород-Дністровському у сім'ї лікарів. Закінчила Білгород-Дністровську школу № 1 та музичну школу за класом фортепіано. У 2005 закінчила НМУ ім. О. О. Богомольця за спеціальністю нарколог-психіатр. У 2019 здобула ступінь магістра в Придніпровській державній академії будівництва та архітектури за спеціальністю архітектор.
У 1997 отримала звання майстра спорту зі спортивної гімнастики. [джерело?]
У 2005 заснувала Дизайн-бюро Вікторії Файнблат.
У 2020 році отримала титул Місіс Ukraine International та представляла Україну на фіналі конкурсу у 2021 році у США.
16 лютого 2021 року — заснувала благодійний фонд «Право на комфорт», який займається ремонтом квартир для дітей-сиріт та з малозабезпечених сімей.

## Особисте життя
Одружена, має троє дітей.

## Нагороди
У 2021 отримала Всеукраїнську премію «Жінка ІІІ тисячоліття» за вагомий внесок в розвитку бренду Україна за кордоном та підтримки молодих дівчат і жінок в професійному та особистому зростанні.
У 2020 році переможниця міжнародного конкурсу краси для успішних жінок «Mrs Ukraine International».
Володарка таких премій в сфері дизайну та архітектури, як: ART SPACE, KIFF PROPERTY AWARDS, нагород у Всеукраїнському конкурсі «Інтер'єр року».